# Gammeldags rugbrødsbagning på en fynsk bondegård
Gammeldags rugbrødsbagning på en fynsk bondegård er en dansk dokumentarfilm fra 1950 efter manuskript af Hans Lassen.

## Handling
Filmen illustrerer hjemmebagning af rugbrød, som det foregik i gamle dage på danske bondegårde. Rugen males, og dejen lægges aftenen før bagningen; melet æltes i et stor dejtrug, og surdej fra forrige bagning tilsættes. Som brændsel anvendes gammel tjørn, hvormed ovnen opvarmes; brødene bages i selve fyrrummet, efter at asken er fejet ud.